# Trångsviken
Trångsviken est une localité suédoise située dans la commune de Krokom, dans le Comté de Jämtland. Trångsviken est situé sur les bords du lac Storsjön. Trångsviken se trouve à environ 40 km  d'Östersund, sur la route européenne 14 et sur la Mittbanan, la ligne de chemin de fer du réseau ferroviaire suédois entre Sundsvall et Storlien. La localité est située dans la paroisse d'Alsen.